# Bandżul
Bandżul (ang. Banjul) – stolica i czwarte co do wielkości miasto Gambii (największe jest pobliskie miasto Serrekunda), usytuowane na wyspie St. Mary (albo Banjul Island) u ujścia rzeki Gambii do Oceanu Atlantyckiego. Ludność miasta zmniejszyła się w ostatnich latach, obecnie zamieszkuje je 34,4 tys. (2006), podczas gdy w 1993 mieszkało tu 42,6 tys. osób. Gwałtownie natomiast rosła liczba ludności zespołu miejskiego Wielki Bandżul (Greater Banjul Area). W 2003 zamieszkiwało go 357,2 tys. osób, czyli blisko dwa razy więcej niż 20 lat wcześniej.
Miasto zostało założone w 1816 jako placówka wojskowa, która miała pilnować przestrzegania wprowadzonego wcześniej zakazu niewolnictwa. Nosiło ono wówczas nazwę Bathurst, od nazwiska ministra ds. kolonii, hrabiego Bathursta. 18 lutego 1965 roku miasto stało się stolicą niepodległej Gambii. 24 kwietnia 1973 roku starą kolonialną nazwę Bathurst zmieniono na Bandżul, co oznacza bambus.
W mieście znajduje się główny port oceaniczny kraju, a w jego pobliżu główny port lotniczy kraju, Banjul International Airport, którego 3600-metrowa droga startowa była w latach 1990–2002 jednym z awaryjnych miejsc lądowania dla amerykańskich promów kosmicznych.
Miasto ma połączenie promowe z Barra na północnym brzegu rzeki Gambia. Przez przeprawę prowadzi międzynarodowa droga samochodowa do północnej części Senegalu.

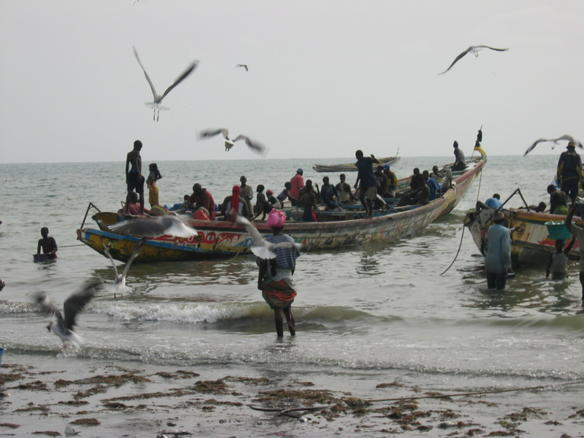
Rybacy
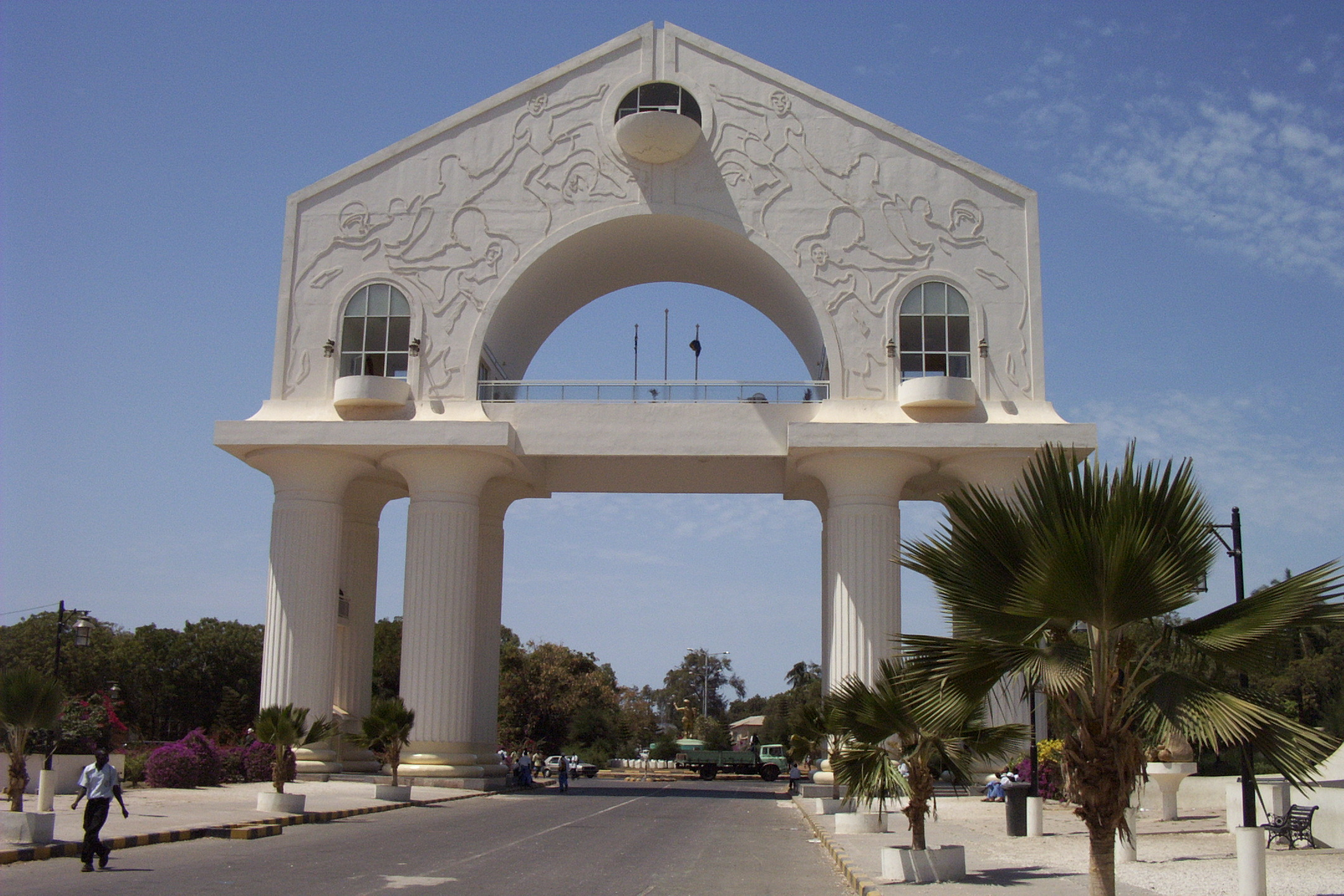
Nowoczesny łuk triumfalny Arch 22 przy wjeździe do Bandżulu

## Współpraca
Miejscowości partnerskie:
- Bamako, Mali
- Dakar, Senegal
- Grimsby, Wielka Brytania
- Newark, Stany Zjednoczone
- Ostenda, Belgia
- Tajpej, Tajwan
- Tuskegee, Stany Zjednoczone
- Unna, Niemcy